# Pseudothestus niveovittatus
Pseudothestus niveovittatus är en skalbaggsart som först beskrevs av Aurivillius 1910.  Pseudothestus niveovittatus ingår i släktet Pseudothestus och familjen långhorningar.
Artens utbredningsområde är Sarawak. Inga underarter finns listade i Catalogue of Life.